# 莱永河畔莱韦尔谢
莱永河畔莱韦尔谢（法語：Les Verchers-sur-Layon，法語發音：[le vɛʁʃe syʁ lɛ̃jɔ̃] ⓘ）是法国曼恩-卢瓦尔省的一个市镇，属于索米尔区。2016年12月30日，莱永河畔莱韦尔谢和相邻的7个市镇合并为新市镇安茹地区杜埃（Doué-en-Anjou）。

## 地理
莱永河畔莱韦尔谢（47°9'14"N, 0°17'48"W）面积30.7 平方千米，位于法国卢瓦尔河地区大区曼恩-卢瓦尔省，该省份为法国西部内陆省份，大致对应安茹地区，北起顺时针与马耶讷省、萨尔特省、安德尔-卢瓦尔省、维埃纳省、德塞夫勒省、旺代省、大西洋卢瓦尔省和伊勒-维莱讷省接壤。
与莱永河畔莱韦尔谢接壤的市镇（或旧市镇、城区）包括：莱永河畔孔库尔松、杜埃拉方丹、莱永河畔尼埃伊、勒皮诺特尔达姆、圣马凯尔迪布瓦、沃代尔奈。

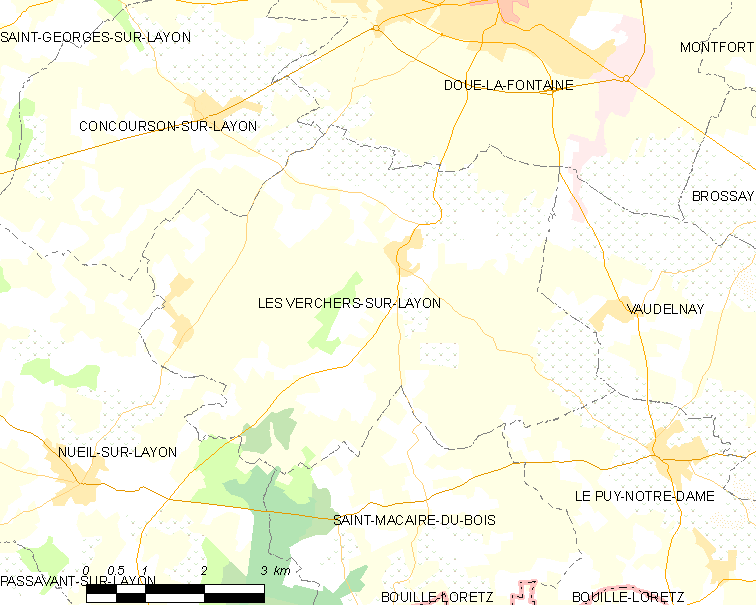
莱永河畔莱韦尔谢的OSM定位图

莱永河畔莱韦尔谢的时区为UTC+01:00、UTC+02:00（夏令时）。

## 行政
莱永河畔莱韦尔谢的邮政编码为49700，INSEE市镇编码为49365。

## 政治
莱永河畔莱韦尔谢所属的省级选区为安茹地区杜埃县。

## 人口

1962-2008年间莱永河畔莱韦尔谢人口变化图示

莱永河畔莱韦尔谢于2018年1月1日时的人口数量为910人。